# Plastid
Plastidi so organeli v rastlinskih celicah, udeleženi v sintezi in skladiščenju pomebnih spojin. Rastlinam dajejo barvo (kloroplasti zeleno barvo in kromoplasti rumeno, oranžno ter rdečo barvo), poleg omenjenih dveh vrst pa spadajo med plastide tudi levkoplasti, ki so neobarvani. Pod določenimi pogoji lahko plastidi prehajajo iz ene oblike v drugo.

## Plastidi višjih rastlin
V celicah višjih rastlin so plastidi odgovorni za fotosintezo, skladiščenje snovi (na primer škroba), sintezo raznovrstnih molekul, ki so nujno potrebne za celično rast in normalno delovanje celice (maščobne kisline, terpeni ...) ter v druge vrste rastlinske presnove (metabolizma) (nukleotidi, vitamini, sekundarni presnovki ...).
Vsi rastlinski plastidi izhajajo iz proplastidov, majhnih nediferenciranih organelov velikosti od 0,5 μm do 1 μm, ki se nahajajo v meristemskem tkivu v rastlini. V rastlinah so plastidi diferencirani v več različnih vrst, odvisno od njihove funkcije. 
Nediferenciran proplastid se lahko spremeni v enega od naslednjih plastidov:
- Kloroplast – odgovoren za fotosintezo, saj vsebuje klorofil.
- Kromoplast – odgovoren za sintezo in skladiščenje pigmentov (karotenidi).
- Levkoplast – odgovoren za sintezo terpenov. Levkoplasti se lahko nadalje diferencirajo v še bolj specializirane oblike:
  - Amiloplast – v njem se skladišči škrob.
    - Statolit – posebna vrsta amiloplasta, odgovorna za zaznavanje gravitacije.

  - Elaioplast – v njem se skladiščijo maščobe.
  - Proteinoplast – v njem se skladiščijo beljakovine.

Pod določenimi pogoji lahko diferencirani plastidi prehajajo iz ene oblike v drugo. Primer tega je zorenje paradižnika, kjer kromoplasti nastajajo iz kloroplastov; pri tem so klorofil in tilakoidne membrane razgrajene ter se sintetizirajo novi karotenidi. 
Diferenciacija plastidov je nadzorovana preko intrinzičnih programov v diferenciacije celice in okoljskih dejavnikov. Tako se v fotosintetskih celicah v listih proplastidi diferencirajo v kloroplaste, vendar samo v prisotnosti svetlobe. V temi je razvoj ustavljen v vmesni fazi, imenovani etioplast, ki vsebuje skupke tubularnih membran, klorofil pa ni sintetiziran. Po izpostavljenju svetlobi se etioplasti končno diferencirajo v kloroplaste.

### Dedni material v plastidih
Plastidi posedujejo več sto kopij lastne dednine (genoma), ki je sestavljen iz 75–250 kilobaznih parov. V plastidni dednini se nahaja okoli 100 genov, ki zapisujejo informacije za izgradno rRNA in tRNA ter beljakovin, ki so vključene v fotosintezo, gensko prepisovanje in prevajanje. Vendar plastidna dednina nosi zapis le za manjši del beljakovin, ki se udeležujejo procesov v plastidu; za večino teh beljakovin nosi zapis dednina v celičnem jedru. Izražanje genov v plastidnem in v jedrnem genomu je natančno regulirano.

## Plastidi pri algah
Pri algah se izraz levkoplast uporablja za vse neobarvane plastide; njihova funkcija se razlikuje od funkcij levkocitov pri rastlinah. Etioplasti, amiloplasti in kromoplasti se nahajajo le v rastlinskih celicah, ne pa tudi pri algah. Plastidi alg se od rastlinskih ločijo tudi po tem, da vsebujejo pirenoide.